# Грей, Пол
Пол Де́дрик Грей (англ. Paul Dedrick Gray; 8 апреля 1972, Лос-Анджелес, Калифорния, США — 24 мая 2010, Эрбандейл, Айова, США) — американский музыкант, получивший известность как бас-гитарист и один из основателей ню-метал группы Slipknot.

## Биография
Пол родился в Лос-Анджелесе, штат Калифорния, потом его семья переехала в Де-Мойн, штат Айова. В юности Пол играл в группах Anal Blast, Vexx, Body Pit, Inveigh Catharsi и HAIL!. Наряду с Шоном Крэханом и Андресом Колсефни он является одним из основателей Slipknot. Также он подменял басиста из группы Unida во время их тура в 2003 году, принимал участие в записи альбома группы Drop Dead, Gorgeous под названием Worse Than a Fairy Tale и совершил короткое турне с Reggie and the Full Effect. Также он участвовал в проекте Roadrunner United, играя на бас-гитаре в песнях «The Enemy» и «Baptized in the Redemption» из альбома The All-Star Sessions.

## Маска
Первой маской Пола стала маска свиньи, которая, по словам коллег, символизировала его недостаток в потакании своим желаниям. Эту маску Пол носил с релиза первого демо, и до первого альбома Slipknot. Однако вскоре группа Mushroomhead, в частности их тогдашний басист Джек «Pig Benis» Киллкойн, с которыми Slipknot конфликтовала, обвинили его в том, что он украл его образ. Во время периода альбома «Iowa» маска обрела чёрный цвет, и стала более антропоморфной. После выхода третьего альбома «Vol. 3: The Subliminal Verses» Пол изменил маску, она лишилась элементов свиньи, и стала напоминать Ганнибала Лектора, а на лбу было пулевое ранение. Во время периода альбома All Hope Is Gone (последнего для Пола), маска приобрела серые пятна, павшие глаза, и трещины.

## Инцидент с наркотиками
В начале июня 2003 года Пол Грей был арестован после ДТП в городе Де-Мойн. Офицер полиции города заявил, что в его Porsche 2001 года были обнаружены два пакетика с марихуаной и кокаином. Происшествие случилось около 3:45 дня на пересечении Martin Luther King Jr. Street и Carpenter Avenue.
Его машина столкнулась с другой, когда водитель выяснил всё, Пол пытался что-то сказать, но у него ничего не получалось, он всучил ему чек, и сказал, что заплатит за всё. Водитель пострадавшей машины понял, что с ним что-то не так и попросил дочь вызвать полицию. Грея пришлось отправить в больницу.
Когда Пола доставили в больницу, у него была повышенная сонливость и невнятность речи, тесты подтвердили, что он употребил наркотики.
Жертв в аварии не было. А Пола посадили в тюрьму, откуда он был выпущен через неделю после уплаты штрафа размером 4300 долларов.
В ноябре суд Де-Мойна установил, что Пол действительно был под наркотиками. Суд присудил его к 1 году условно и обязал его выплатить 500 долларов Американскому Красному Кресту.
После ареста Грей находился на лечении у доктора Джои Тэкэмайна, который после недолгого лечения постановил, что Пол не принимал наркотики постоянно, а только баловался ими.
В письме, которое доктор отправил в суд, приведены факты, доказывающие то, что он больше не употребляет и не будет употреблять наркотики.
«Судя по его прошлой и настоящей истории, он очень любит музыку, мне кажется, мистер Грей больше никогда не будет принимать наркотики», — написал Тэкэмайн.

## Смерть
24 мая 2010 года, в 10:50 утра в отеле Джонстона (штат Айова) он был обнаружен мертвым. В полиции сообщили, что тело 38-летнего Пола Грэя обнаружил сотрудник гостиницы. Вскрытие, назначенное на 25 мая, результатов не дало — тело Пола приготовили для токсикологических анализов, результаты которых были получены и обнародованы в течение месяца.
21 июня были обнародованы результаты вскрытия: по их результатам Пол умер из-за передозировки опиатов — морфина и фентанила, которые вызвали остановку сердца.

## Другие группы

### Vexx
C 1989 по 1991 Пол играл в группе Vexx.

Её состав:
- Джош Брейнард — гитарист/вокалист
- Пол Грей — бас
- Андерс Колсефни — барабанщик

### Inveigh Catharsis
C 1991 по 1993 Пол играл в Inveigh Catharsis.
Её состав тот же что и у Vexx

### Body Pit
С новой волной популярности дет-метала Пол в 1993 году сформировал новую дет-метал-группу, названную Body Pit. Её состав:
- Мик Томсон — гитара
- Донни Стили — гитара
- Донни Спейн — барабанщик
- Пол Грей — бас
- Андерс Колсефни — вокал

В 1994 году группа распалась.

### Anal Blast
Также после распада Body Pit в 1994 году Пол играл в группе Anal Blast вместе с Джои Джордисоном.

### HAIL!
В начале 2010 года Пол присоединился к HAIL!, заменив ушедшего Дэвида Эллефсона. С этой группой он выступал до своей смерти.
Состав при Поле:
- Тим «Ripper» Оуэнс — вокал
- Глен Дровер — гитара
- Пол Грей — бас-гитара
- Пол Бостаф — ударные

## Факты
Пол Грэй входит в список известных гитаристов-левшей, наряду с Джимми Хендриксом, Полом Маккартни, Куртом Кобейном и Тони Айомми.
После смерти Пола Грэя, 17 августа 2010 года, жена музыканта Бренна Грей родила дочь.

## Инструменты и оборудование
Бас-гитары:
Ibanez PGB1L Paul Gray Signature Left-Handed
Ibanez ATK300
Warwick Streamer Stage II LH
Warwick Corvette Standard
Warwick Thumb
Warwick Thumb Bolt-On 4
Warwick Thumb NT 4 String
Warwick Streamer LX4
Ernie Ball Music Man Stingray Bass
Charvel 1988 Bass

Усиление:
Басовый усилитель Peavey Tour 700
Басовый усилитель Ampeg SVT-2 Pro Head
Басовый усилитель Ampeg SVT-CL Classic
Басовый кабинет Ampeg SVT-810E 8x10
Басовый кабинет Peavey Pro 810
Басовый компрессор Peavey CEL-2a Dual Channel
Педаль Tech 21 SansAmp Bass Driver DI
Педаль Pro Co RAT
После смерти Пола компания Ibanez выпустила в его честь подписную модель бас-гитары PGB2T-BK Paul Grey Tribute. Эта модель доступна для покупки в музыкальных магазинах.

## Дискография
Vexx
- 1991: Shadow of Reality

Inveigh Catharsis
- 1992: A Lesson In Humility, Demo 1

Slipknot
- 1996: Mate. Feed. Kill. Repeat.
- 1999: Slipknot
- 2001: Iowa
- 2004: Vol. 3: (The Subliminal Verses)
- 2005: 9.0: Live
- 2008: All Hope Is Gone
- 2012: Antennas to Hell (Посмертный релиз)

The Have Nots
- 1996: Demo (в 2013 году переиздан как «Forgetting Yesterday & Beating You With Kindness»)

Roadrunner United
- 2005: The All-Star Sessions

Гостевое участие
- 2008: Last Stop: Crappy Town (Reggie and the Full Effect)